# Beholder (игра)
Beholder (с англ. — «смотритель») — компьютерная стратегическая игра, созданная российской командой разработчиков Warm Lamp Games и изданная Alawar Entertainment. Выход игры для персональных компьютеров на платформах Windows, macOS и Linux состоялся 9 ноября 2016 года. 17 мая 2017 года состоялся выход игры для iOS и Android. 16 января 2018 игра стала доступна на PlayStation 4, а 19 января — на Xbox One.
Разработка Beholder велась барнаульской командой Warm Lamp Games. Создание игры началось в октябре 2015 года. 26 апреля 2016 года игра была отправлена на краудфандинговую платформу Kickstarter, на которой велись сборы в 25 000 долларов на финансирование проекта, однако, не собрав данной суммы, создатели досрочно остановили сбор средств. 9 ноября 2016 года игра стала доступна для покупки в Steam. 5 декабря 2018 года Warm Lamp Games выпустили продолжение игры под названием Beholder 2.
Игра получила преимущественно положительные отзывы от критиков. На сайте-агрегаторе оценок Metacritic игра имеет 75 баллов из 100 на основе 26 рецензий от различных изданий. Критики высоко оценили графическое составляющее игры, атмосферу тоталитарного государства, а также множество решений игровых ситуаций. Из недостатков игры некоторые критики выделили низкую проработку текста и сложность игры.

## Игровой процесс
Beholder — компьютерная игра в жанре стратегии, главный герой которой — чиновник по имени Карл, работающий управляющим многоквартирного дома в тоталитарном государстве. Карл работает на правительство, регулярно выпускающее различные запрещающие директивы. Карл получает деньги, выполняя задания от правительства, выполняя задания жильцов, а также составляя на жильцов дома рапорты и характеристики. В выявлении того или иного нарушения правительственных директив тем или иным гражданином игроку помогают камеры видеонаблюдения, которые он устанавливает в их квартирах, а также обыск личных вещей, в поиске запрещённых предметов. Карл также может отправлять шантажные письма, заглядывать в квартиры через замочные скважины, чтобы проверять, находится ли в данный момент времени в квартире жилец, или чтобы подглядывать за ним. У каждого из жильцов имеются свои проблемы, о которых они рассказывают Карлу по мере развития сюжета. У игрока есть выбор: соблюдать выданные министерством указания, или же помогать подпольной оппозиции. Карл живёт в подвальном помещении дома в окружении своей жены и двух детей, которые имеют свои потребности и могут болеть. В распоряжении у Карла находятся два ресурса: деньги и репутация. Деньги требуются, например, для удовлетворения нужд семьи, покупки предметов у торговца, или оплаты штрафов. Очки репутации необходимы для приобретения камер видеонаблюдения и принуждения некоторых персонажей к определённым действиям. Принимаемые игроком решения влияют на ход игры. В игре существует несколько концовок, каждая из которых — результат решений, принятых игроком в течение игры.

## Разработка и выпуск
Beholder была разработана российской командой Warm Lamp Games, которая располагается в Барнауле. Команда была создана на основе барнаульского подразделения Alawar Stargaze. Работа над проектом началась в октябре 2015 года. В прототипе Beholder присутствовали элементы экономической игры, которые выражались в том, что жители дома платили главному герою ренту за жильё, а игрок должен был улучшать их жилищные условия, но впоследствии было принято решение убрать их, поскольку создатели посчитали, что квестовая составляющая игры таким образом уйдёт на второй план. 26 апреля 2016 игра появилась на краудфандинговой платформе Kickstarter, где разработчики собирались собрать 25 000 долларов для финансирования создания игры. В ходе кампании данная сумма так и не была собрана и было принято решение о досрочном прекращении сбора средств. Игра также была представлена в Steam Greenlight и к 9 мая игра достигла 10 места среди проектов, проходящих процедуру одобрения сообществом. В ходе создания игры разработчики ориентировались на такие игры, как Papers, Please и This War of Mine, а также на произведения Джорджа Оруэлла и Олдоса Хаксли.
6 октября 2016 года в магазине Steam появилась демоверсия Beholder. Выход игры для персональных компьютеров состоялся 9 ноября 2016 года. 17 мая 2017 игра была выпущена для мобильных устройств на операционных системах iOS и Android. 16 и 19 января 2018 года Beholder стала доступна на PlayStation 4 и Xbox One соответственно.
18 мая 2017 года в Steam вышел дополнительный загружаемый контент под названием Beholder: Blissful Sleep, в котором игроку представляется возможность лучше узнать о игровом мире и о жильцах дома. По сюжету дополнения правительство выпускает законопроект под названием «Блаженный сон», который подвергает всех граждан, достигших 85-летнего возраста, процедуре эвтаназии. Управляющего дома зовут Гектор Медина — ему около 65 лет, однако из-за ошибки, возраст Гектора был исправлен на «85 лет». У Игрока есть выбор — покориться судьбе и заснуть «блаженным сном» или избежать процедуру эвтаназии разными методами. В отличие от оригинала, у главного героя нет семьи, за исключением кота и 30-летнего сына, который работает на строительстве железной дороги далеко на севере. В дополнительном контенте игроку представляется возможность узнать историю жильцов дома, с которыми предстоит столкнуться следующему управляющему — Карлу Штейну.

#### Сиквел
5 декабря 2018 года Alawar выпустила разработанный той же студией Warm Lamp Games сиквел — Beholder 2. Игра-продолжение унаследовала сеттинг и эстетику от оригинала, а сюжет и игровой процесс основаны на продвижении героя по карьерной лестнице в Министерстве посредством бюрократической работы и интриг.

## Оценки и критика
| Сводный рейтинг              | Сводный рейтинг                                        |
| Агрегатор                    | Оценка                                                 |
| ---------------------------- | ------------------------------------------------------ |
| GameRankings                 | 77,56 %                                                |
| Metacritic                   | 75/100                                                 |
| Иноязычные издания           |                                                        |
| Издание                      | Оценка                                                 |
| GameSpot                     | 5/10                                                   |
| Ragequit.gr                  | 85/100                                                 |
| Русскоязычные издания        |                                                        |
| Издание                      | Оценка                                                 |
| Riot Pixels                  | 78/100                                                 |
| «Игры Mail.ru»               | 7/10                                                   |
| Награды                      |                                                        |
| Издание                      | Награда                                                |
| DevGAMM Awards               | Превосходный гейм-дизайн; Лучшая инди-игра             |
| Game Connection America 2017 | Самая креативная и оригинальная игра; Лучшая инди-игра |

Beholder получила в основном положительные оценки от критиков. На сайте-агрегаторе оценок Metacritic игра имеет 75 баллов из 100 на основе 26 рецензий от различных изданий.
Греческое издание Ragequit похвалило Beholder за её графическое исполнение, множество решений различных игровых ситуаций, а также успешное создание атмосферы «государственного гнёта» и «клаустрофобии». Из недостатков, выделенных изданием, стал уровень трудности игры, из-за которой закончить игру на положительную концовку крайне трудно, а также отсутствие озвучивания для диалогов между персонажами. Мэтт Портер из Hooked Gamers назвал «балансирование» между жильцами и семьёй — интересной задачей, однако историю и стиль письма Портер назвал посредственными. Джеймс О’Коннор из GameSpot также, как и рецензент Ragequit, высоко оценил атмосферу тоталитарного государства и большое количество решений различных ситуаций. Джеймс дал низкую оценку стилю написания текста, как и Мэтт Портер из Hooked Gamers. Помимо этого, ему не понравился игровой процесс, который, по его мнению, сильно повторяется. Российское издание Riot Pixels оценило «живых» персонажей Beholder, однако, по мнению рецензента, по атмосфере игра уступает Papers, Please.

### Награды
На конференции независимых игр DevGAMM, проходившей в 2016 году в Минске, Beholder победила в номинациях Excellence in Game Design (с англ. — «Превосходный гейм-дизайн») и Best Indie Game (с англ. — «Лучшая инди-игра»). На конференции Game Connection America 2017 игра получила награды в номинациях Most Creative & Original (с англ. — «Самая креативная и оригинальная») и Best Indie Game (с англ. — «Лучшая инди-игра»). На конференции разработчиков Game Developers Conference в 2017 году игра, в числе других 8 победителей, получила награду Best in Play (с англ. — «Лучшая в игре»).

## Короткометражный фильм
1 февраля 2019 года на YouTube был опубликован официальный короткометражный фильм по мотивам игры. Роль Смотрителя исполнил Евгений Стычкин. Режиссёром выступил Никита Ордынский, продюсером — Лилия Ткач, вместе они также написали сценарий. Ранее Ордынский и Ткач уже сняли короткометражный фильм для игры Papers, Please.